# Rocket Red
Rocket Red è un personaggio della DC Comics creato da Steve Englehart e Joe Station sulle pagine di Green Lantern Corps n. 208 nel 1987.
Ha fatto parte della Justice League International e della Justice League Europe nel periodo del duo Keith Giffen e J.M. De Matteis.

## Biografia
Anni fa l'Unione Sovietica, preoccupata dal numero esorbitante di superesseri negli Stati Uniti, creò in Siberia il complesso "Rocket Red", dedito alla creazione di super soldati sovietici. Dopo una serie di fallimenti, venne in loro soccorso la Lanterna Verde Kilowog: l'alieno, ex insegnante di Hal Jordan, giunto sulla Terra sviluppò un certo interesse per il comunismo e collaborò col governo, mettendo al loro servizio le sue conoscenze in campo della genetica e della tecnologia avanzata, sviluppando un prodotto mutageno che accresceva le capacità fisiche umane e creò una sofisticata armatura di combattimento.
L'armatura venne duplicata e affidata ad alcuni soldati, creando la Brigata Rocket Red. Il primo di essi, Josef Denisovich, si rivoltò contro Kilwog e morì in combattimento con lui.
Dopo che le Nazioni Unite concessero alla Justice League International di agire come forza di pace mondiale, la Russia diede alla Lega il Rocket Red n. 7, Vladimir Mikoyan, ma questo si rivelò un diabolico Manhunters - robot alieni con ambizioni da conquistatori del mondo -; il suo sostituto fu Dimitri Pushkin, il Rocket Red n. 4.
Dimitri collaborò con la League nel salvataggio di Mister Miracle, imprigionato su Apokolips: lì Dimitri ottenne una nuova e più potente armatura. Dimitri è un "orso bonario", gentile e premuroso: nonostante sia un soldato perfettamente addestrato è un uomo di pace che preferisce evitare l'uso della violenza quando non è strettamente necessaria.
Dopo aver militato nella Justice League International, Dimitri si unì alla branca europea, capitana da Capitan Atom: il p.r. della Lega Maxwell Lord fece trasferire la sua famiglia nella loro ambasciata di Parigi. Nella Justice League Europe Dimitri fece amicizia con Animal Man, che come lui era un marito e padre di due figli.
Dopo che la Brigata Rocket Red fu distrutta da un gruppo di supercriminali, e le difficoltà economiche della Russia post-comunista fanno pensare che Dimitri rimarrà un esemplare unico.
Dimitri morì eroicamente sacrificando sé stesso per salvare i vecchi membri dell'ex JLI: le sue ultime parole, confidate al vecchio amico Booster Gold, furono per sua moglie e i suoi figlioletti, Misha e Nadia, da lui amati immensamente.

## Poteri e abilità
Come tutti i componenti della Brigata Rocket Red, Dimitri fu sottoposto ad un processo mutageno che ne potenziò le prestazioni fisiche.
La sua potente armatura gli consente di volare tramite stivali-jet, emettere raffiche di plasma e aumenta la sua forza fino a livelli superumani, oltre a concedergli un certo controllo su parecchie apparacchiature elettroniche (Rocket Red ha capacità simili ad un altro celebre eroe in armatura, l'Iron Man della Marvel Comics).
L'armatura di Dimitri, potenziata dalla tecnologia di Apokolips, era più potente di quelle degli altri membri della Brigata.
Grazie allo speciale addestramento di maestri di arti marziali e da vari altri istruttori militari, Dimitri ha sviluppato capacità fisiche all'apice della perfezione umana, una straordinaria esperienza nel combattimento corpo a corpo, in svariate arti marziali, nell'uso di qualsiasi tipologia di armi bianche e da fuoco e nella guida di veicoli terrestri, acquatici e aerei. Dimitri è inoltre un abile stratega militare; grazie al periodo passato con i servizi segreti sovietici è inoltre divenuto uno dei maggiori esperti mondiali di spionaggio.Dimitri parla alla perfezione il giapponese, l'inglese, il tedesco, lo spagnolo, il portoghese, il francese e, naturalmente, la sua lingua madre, il russo.

## Altri Media
Rocket Red è apparso in alcuni episodi della serie animata Justice League Unlimited.